# Rauchenberg an der Hainleite

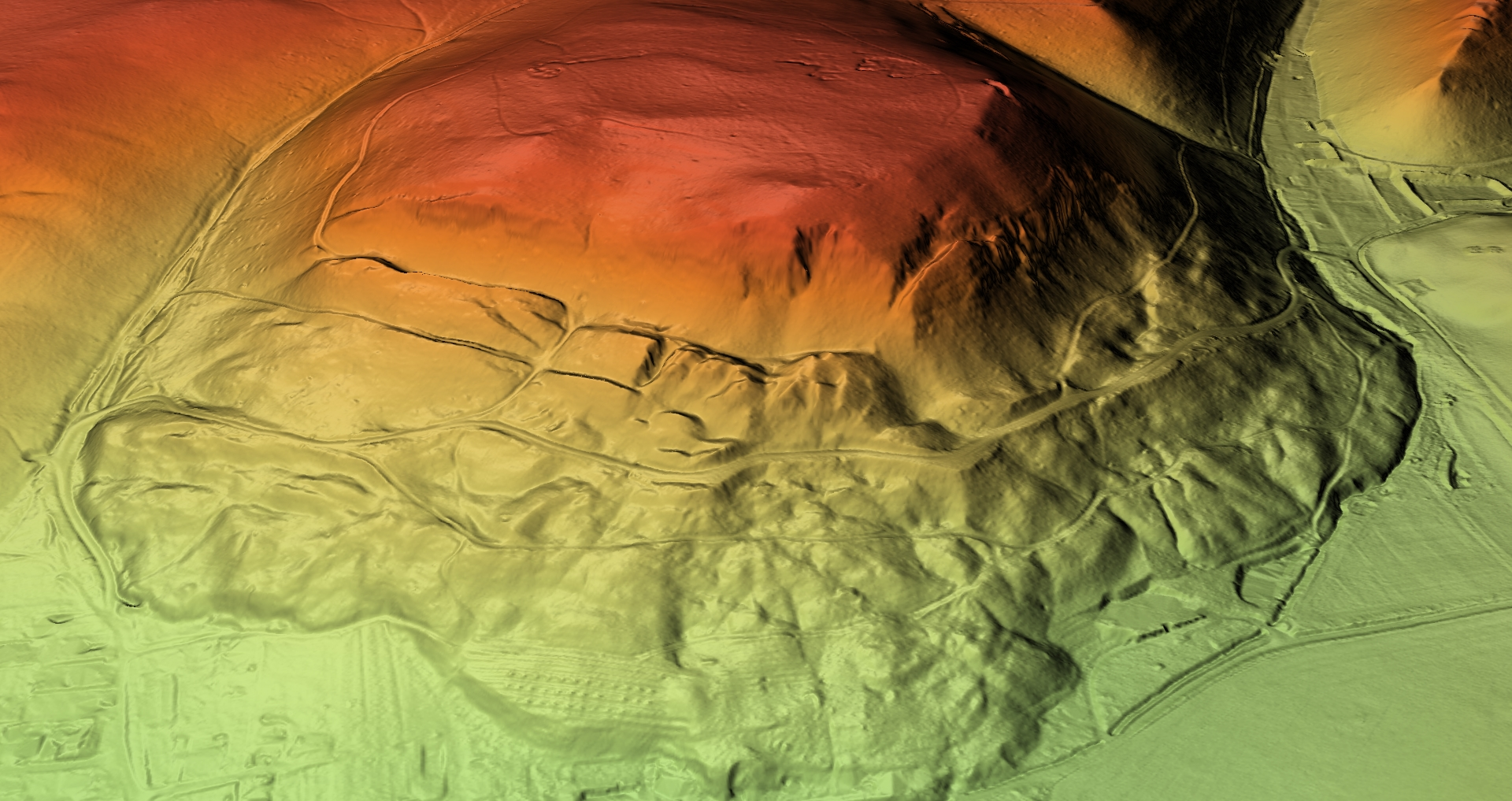
3D-Bild Digitales Geländemodell Rauchenberg

Die Burgruine Rauchenberg an der Hainleite ist eine abgegangene Höhenburg bei Wernrode, einem Stadtteil von Bleicherode im Landkreis Nordhausen im Norden von Thüringen.

## Lage
Die Reste einer Wallanlage liegen zwischen den Bergen der Hainleite des gleichnamigen mit Mischwald bewaldeten Berges, auf 416 Meter über NN, südlich des Dorfes Wernrode.
Die benachbarten Burgen und Befestigungsanlagen auf der Hainleite sind im Norden das Schloss Wernrode, im Osten die Burgruine Sargberg, im Südosten die Burg Straußberg, im Westen die Burgruine Kirchberg Alte Kirche, die Burgruine Kirchberg Alte Burg und die Burgruine Zengenberg.

## Beschreibung
Das gesamte plateauartige Areal der flachen Terrasse des Berges, mit einem nach Norden vorspringenden Kopf, wurde durch einen Wall gesichert. Teile der Fläche sind durch Steinbrüche stark verändert.

## Geschichte
An der Nordseite des kleinen Plateaus fand sich Keramik, die eine Besiedlung in der Spätbronze- und Früheisenzeit belegt. Die Funde legen eine Besiedlung in der jüngsten Urnenfelderzeit (Ha B3) um 880 – 800 v. Chr. sowie einen Siedlungsschwerpunkt in der späten Hallstattzeit (Ha D) um 620 – 450 v. Chr. bis frühen Latènezeit (LA) um 450 – 250 v. Chr. nahe.